# Arthur Reginald Chater
Arthur Reginald Chater (1896 – 1979) è stato un generale inglese.
Fece parte della Royal Marine dal 1913 al 1920 (combatté a Gallipoli, in Turchia, dal 28 aprile al 12 maggio 1915). Dal 1921 al 1940 prestò servizio nel Sudan Camel Corps  e nell'agosto 1940 cercò di impedire la conquista italiana della Somalia britannica. Andò in pensione nel 1948 ma dal 1950 al 1954 fu colonnello onorario del Sudan Camel Corps . Morì, all'età di 83 anni, nel 1979.